# 大块镇
大块镇，是中华人民共和国河南省新乡市凤泉区下辖的一个乡镇级行政单位。

## 行政区划
大块镇下辖以下地区：
大块村、秀才庄村、孟庄村、石庄村、块村营村、闫庄村、小块村、王小屯村、北招民村、陈堡村、东郭村、原庄村、东招民村和西招民村。